# Tommy Werner
Tommy „Tom” Henrik Werner (ur. 31 marca 1966 w Karlskronie) – były szwedzki pływak, specjalizujący się głównie w stylu dowolnym.
Srebrny medalista igrzysk olimpijskich w Barcelonie (1992) w sztafecie 4 × 200 m stylem dowolnym. Mistrz świata z Rzymu (1994) i mistrz świata na krótkim basenie z Palmy de Mallorca (1993) w tej samej sztafecie. Ośmiokrotny medalista mistrzostw Europy.